# Nová Ľubovňa
Nová Ľubovňa (allemand : Neulublau ) est un village de Slovaquie situé dans la région de Prešov.

## Histoire
La première mention écrite du village date de 1322.

## Démographie

### Évolution de la population
| Année:               | 1994. | 2004.    | 2014.   | 2024.   |
| -------------------- | ----- | -------- | ------- | ------- |
| Nombre de personnes: | 2437  | 2738     | 2949    | 3032    |
| Différence:          |       | +12,35 % | +7,70 % | +2,81 % |

| Année:               | 2023. | 2024.   |
| -------------------- | ----- | ------- |
| Nombre de personnes: | 3012  | 3032    |
| Différence:          |       | +0,66 % |